# Playtonic Games
Playtonic Games — британский независимый разработчик видеоигр. Она была основана в 2014 году и состоит в значительной степени из бывших участников Rare.

## История
Playtonic Games была основана в конце 2014 года Стивом Херстом, Стивом Мэйлзом, Гэвином Прайсом, Йенсом Рестемайером, Марком Стивенсоном и Крисом Сазерлендом, все из которых ранее работали в Rare. Из основателей Прайс взял на себя роль главы студии. К ним присоединились Грант Киркхоуп и Стивен Херст. Первая игра, над которой работала компания, была под кодовым названием "Project Ukulele", которая была описана как духовный преемник Banjo Kazoe. Команда запустила кампанию на Kickstarter для проекта, и ей удалось достичь целевой суммы в 1 миллион долларов США в течение 24 часов. Отчасти из-за успеха кампании внимание команды часто отвлекалось на другие аспекты, такие как создание товаров, вместо того, чтобы сосредоточиться на разработке игры, и некоторые решения, связанные с разработкой игры, также были вынужденными из-за того, что они были обещаны в кампании.
Project Ukulele был представлен как 3D-платформер Yooka-Laylee, который был выпущен в 2017 году и получил смешанные отзывы критиков. Playtonic продолжила Yooka-Laylee с Yooka-Laylee и the Impossible Lair, их второй игрой, спин-оффом 2.5D. Несмотря на сходство с серией Donkey Kong Country, команда решила не использовать прозвище "духовный преемник" для продвижения игры, в отличие от Yooka-Laylee. Yooka-Laylee and the Impossible Lair был выпущен в 2019 году и получил более позитивный прием, чем Yooka-Laylee.
Playtonic Games объявила о ребрендинге названия своей компании на "Playtonic" и запуске издательского подразделения Playtonic Friends в феврале 2021 года с тремя играми, разрабатываемыми партнерскими студиями Awe Interactive, Fabraz и Okidokico. 26 марта 2021 года Playtonic Friends представили свою первую игру Demon Turf, разработанную Fabraz. 29 апреля 2021 года Playtonic Friends объявили, что их следующая игра, BPM: Bullets Per Minute, выйдет в 2021 году для PlayStation 4 и Xbox One. 19 мая 2021 года Playtonic анонсировала A Little Golf Journey, которое будет выпущено на ПК и Nintendo Switch и разработано Okidokico.
Tencent приобрела миноритарную долю в Playtonic в ноябре 2021 года.

## Разработанные игры
| Год  | Название                             | Платформы                                                                 | Издатель |
| ---- | ------------------------------------ | ------------------------------------------------------------------------- | -------- |
| 2017 | Yooka-Laylee                         | Linux, macOS, Microsoft Windows, Nintendo Switch, PlayStation 4, Xbox One | Team17   |
| 2019 | Yooka-Laylee and the Impossible Lair | Microsoft Windows, Nintendo Switch, PlayStation 4, Xbox One               | Team17   |

## Игры изданные Playtonic Friends
| Год  | Название                             | Платформы                                                                  | Разработчик        |
| ---- | ------------------------------------ | -------------------------------------------------------------------------- | ------------------ |
| 2021 | Demon Turf                           | Microsoft Windows, Nintendo Switch, Xbox One, PlayStation 4, PlayStation 5 | Fabraz             |
| 2021 | BPM: Bullets Per Minute              | Microsoft Windows, PlayStation 4, Xbox One                                 | Awe Interactive    |
| 2021 | A Little Golf Journey                | Microsoft Windows, Nintendo Switch                                         | Okidokico          |
| 2022 | Lil Gator Game                       | Microsoft Windows, Nintendo Switch                                         | Megawobble         |
| 2022 | Blossom Tales 2: The Minotaur Prince | Microsoft Windows, Nintendo Switch                                         | Castle Pixel       |
| 2022 | Victory Heat Rally                   | Microsoft Windows, Nintendo Switch                                         | Skydevilplam       |
| 2023 | Elsie                                | Microsoft Windows, Nintendo Switch                                         | Knight Shift Games |